# Puccinia adjuncta
Puccinia adjuncta är en svampart som beskrevs av Mitter 1937. Puccinia adjuncta ingår i släktet Puccinia och familjen Pucciniaceae.   Inga underarter finns listade i Catalogue of Life.